# 1,2-ciclohexanodiol
El 1,2-ciclohexanodiol o ciclohexano-1,2-diol es un diol alifático de fórmula molecular C6H12O2.
Su estructura corresponde a un anillo de ciclohexano con dos grupos hidroxilo (-OH) en posiciones contiguas, por lo que es un diol vecinal. Dependiendo de la distribución espacial de los dos hidroxilos respecto al anillo, se distinguen dos esteroisómeros de este compuesto, cis y trans.

## Propiedades físicas y químicas
El 1,2-ciclohexanodiol es un polvo de color blanco o beige que tiene su punto de fusión a 102 °C y su punto de ebullición a 276 °C; a una presión de solo 10 mmHg hierve a 119 °C. 
Posee una densidad superior a la del agua, 1,156 g/cm³.
El valor estimado del logaritmo de su coeficiente de reparto, logP ≃ 0,2, implica una solubilidad algo mayor en disolventes apolares que en agua.
En cuanto a su reactividad, este compuesto es incompatible con agentes oxidantes.

## Síntesis y usos
Se puede sintetizar 1,2-ciclohexanodiol desde el ciclohexeno empleando como catalizador un compuesto de selenio y como oxidante peróxido de hidrógeno. Se lleva a cabo la reacción a una temperatura de 15-80 °C en presencia de un disolvente. El catalizador puede ser un diselenuro o ácido selenioso, así como derivados fenilo, fluoro-fenilo o tolilo; como disolvente se usa acetonitrilo, agua, etanol o ácido acético. Con este procedimiento el rendimiento se aproxima al 92%.
Esta oxidación con peróxido de hidrógeno acuoso se puede hacer, sin necesidad de disolvente, empleando un catalizador de heteropolifosfatotungstato.
La dihidroxilación del ciclohexeno también puede realizarse con un catalizador de tetróxido de osmio preparado a partir de polisulfona mediante una técnica de microencapsulación.
Asimismo, la hidrogenación del catecol conduce a la formación de  1,2-ciclohexanodiol. Para ello puede usarse un catalizador de paladio-óxido de níquel (II), preparado por un método de reducción-deposición.
Otra vía de síntesis es por la hidrólisis de óxido de ciclohexeno catalizada por zeolitas.
Igualmente cabe utilizar como precursor 7-oxabiciclo[4.1.0]heptano: en agua tiene lugar la apertura del anillo, generándose 1,2-ciclohexanodiol, en una reacción catalizada por triflato de erbio(III).
El isómero (S,S)-1,2-ciclohexanodiol ha sido empleado como auxiliar quiral para la síntesis asimétrica de aminoácidos alfa,alfa-disustituidos.
Igualmente, en genética, se ha estudiado cómo el isómero trans de este diol, por su carácter anfipático, permite atravesar la membrana nuclear a ciertas macromoléculas que de otro modo serían demasiado grandes para entrar en el núcleo celular. Diversas investigaciones han demostrado que este compuesto orgánico puede aumentar in vitro la transfección mediada por lípidos.
En el mundo animal, el 1,2-ciclohexanodiol está presente en el castoreo, secreción de las glándulas anales del castor que el animal usa para acicalar su pelaje.

## Precauciones
El 1,2-ciclohexanodiol puede ocasionar irritación en piel y ojos. Es un compuesto combustible que tiene su punto de inflamabilidad a 134 °C y su temperatura de autoignición a 360 °C.